# Europees Monetair Instituut
Het Europees Monetair Instituut is opgericht na het Verdrag van Maastricht en had ten doel om de werkzaamheden voor de Europese Monetaire Unie voor te bereiden. Het Instituut is op 1 juni 1998 herdoopt in de Europese Centrale Bank.
Het Europees Monetair Instituut (EMI) was van het Europees Stelsel der Centrale Banken (ESCB) en diende om de voorbereiding en het monetair beleid te coördineren.